# 安高·恩厄隆
安高·多勒里斯·恩厄隆（丹麥語：Anker Dolleris Engelund；1889年5月30日—1961年6月6日），生于兰讷斯，长于哥本哈根和奥尔堡。 丹麦桥梁建筑工程师，建筑结构静力学教授，曾任丹麦技术大学校长(Rektor)。

## 生平
安高·恩厄隆的学生时代在当时的丹麦理工学院（今丹麦技术大学前身）度过。他经过训练成为一名工程师，后在丹麦国家铁路工作。1928年他成为一名教授，主讲建筑结构静力学。20世纪20年代, 恩厄隆负责建造了很多桥梁，使丹麦各地区之间得以彼此联接。他被认为是丹麦最杰出的桥梁建筑专家，主建的很多桥梁工程颇负盛名（详见下文#主要作品），还有若干概念性设计在他去世后略经修改投入实建。
由于二次大战期间无有工程可以正常进行，恩厄隆转去理工学院位任校长（1941-1959）。学院当时位于哥本哈根市厄斯特沃尔区。他于50年代经种种斡旋取得扩建学校改善设施的许可。最终因原址可利用空间有限，学校迁至孔恩斯灵比（1958），即是如今丹麦技术大学的校园。学校主干道以他命名为安高恩厄隆路（丹麦语：Anker Engelunds Vej）。
依恩厄隆的主张，丹麦建立了工程师学院制度，和传统相比，学制短，轻理论重实践。1940年，为保证承重结构及压力容器上的焊缝质量，他牵头建立了丹麦此方面的国家质检机构。他于1959年从大学退休，两年后逝世。
恩厄隆曾荣获丹麦国旗勋章（指挥官一等）和丹麦国旗十字荣誉勋章。

## 主要作品
恩厄隆负责建造的桥梁有：
- 克里斯蒂安十世大桥（丹麥語：Kong Christian den X's Bro） (1930)
- 斯多斯特姆桥（丹麥語：Storstrømsbroen） (1937)
- 维尔松桥（丹麥語：Vilsundbroen） (1939)
- 亚历珊德琳王后桥（丹麥語：Dronning Alexandrines Bro） (1943)
- 芒克霍尔姆桥（丹麥語：Munkholmbroen） (1952)